# ホノルル動物園
ホノルル動物園（ ホノルルどうぶつえん、英語: Honolulu Zoo）は、アメリカ合衆国ハワイ州ホノルルにある動物園。カピオラニ公園の北にある42-エーカー (17 ha)の敷地内に、ライオン、ゾウ、キリンなどの哺乳類のほか、爬虫類、鳥類など計1230頭以上の動物を飼育している。来場者数は年間およそ60万人で、ホノルル市郡のエンタープライズ・サービス部によって管理運営されている。またNPO団体ホノルル・ズー・ソサエティ（Honolulu Zoo Society、HZS）が、当動物園のサポート団体として資金集めや各種プログラムの企画などを行っている。

## 沿革

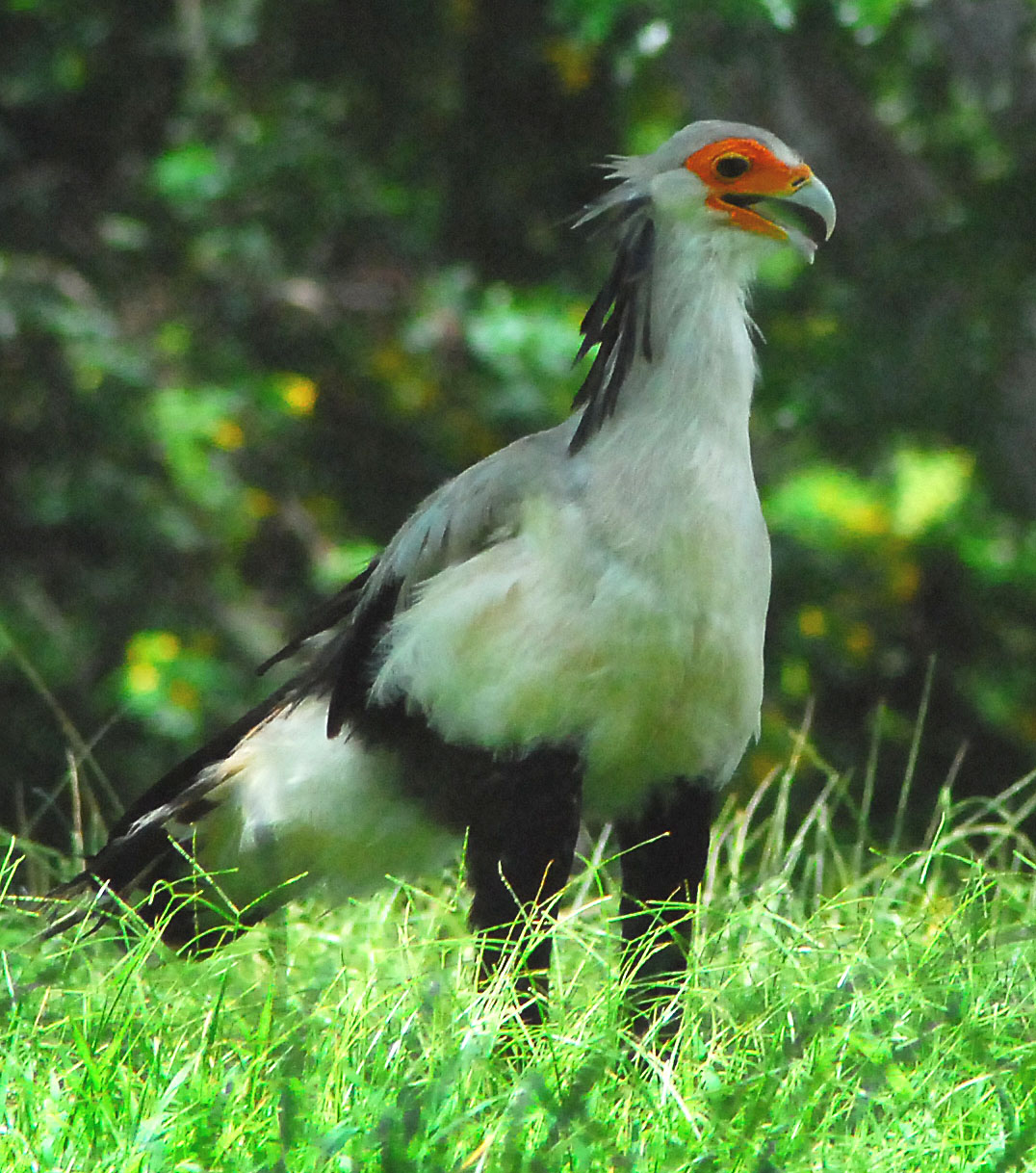
ホノルル動物園のヘビクイワシ （2006年）

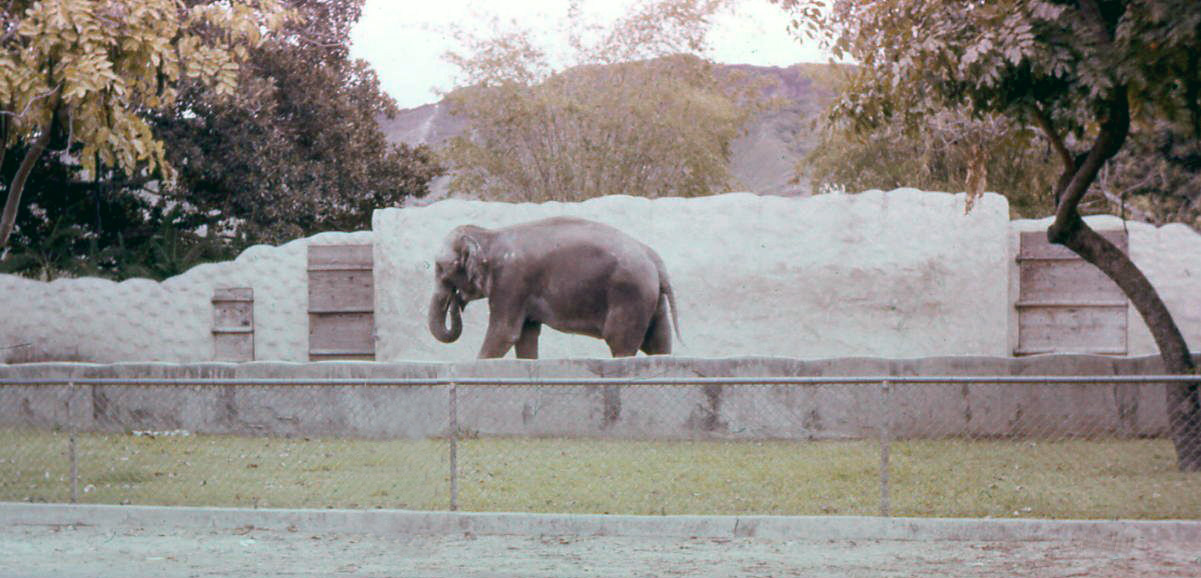
ホノルル動物園のゾウ （1958年）

### カピオラニ王妃公園
1876年、ハワイ王国のカラカウア王は、ダイヤモンドヘッド近くの王国所有の土地を30年リースとして公共のため国民に開放した。リース契約に加入した200人は「カピオラニ公園組合」を結成し、300エーカーに及ぶ同地の環境整備にあたった。1877年、小さな沼や池、湿地は整備され、カラカウア王の王妃エスター・カピオラニにちなんで「カピオラニ王妃公園」と名付けられ、国民に開放された。
公共公園となった後も、カラカウア王は異国の鳥など自身の個人的なコレクションの場としてこの公園を使い続けた。また公園で「カメハメハ・デー」のお祝いをはじめさまざまなお祭りやフェア、さらには競馬なども開催され、これに付随して外国の動物が連れてこられた。1896年に正式に公園として定められ、1914年からはホノルル市郡がカピオラニ公園の管理を行うこととなった。

### ベン・ホリンガーの動物たち
1914年、ホノルル市郡はベン・ホリンガー（Ben Hollinger）を公園管理責任者に任命し、ホリンガーは手始めにサルやライオンの幼獣を購入した。1916年、オーストラリアからカナダへ向かう途中ホノルル港に停泊していた蒸気船に、「デイジー」という名のサーカスのアフリカゾウが乗っていたが、ホリンガーはホノルル市郡に懇願し、このゾウを購入した。デイジーは長く来場者を楽しませつづけたが、1933年、調教師を踏みつけて死なせてしまったためホノルル警察によって処分された。

### 大恐慌時代の低迷と復活
1930年以降の大恐慌時代、ホノルル動物園は資金不足で閉鎖寸前にまで追い込まれていた。だが1947年にラクダ、ゾウ、チンパンジー、シカの寄贈を受けたことで、動物園を再生させようとする機運が高まった。1949年11月にはゾウ、フタコブラクダ、アシカ、クモザル、リクガメや数種類の鳥類を購入したが、動物園の施設は依然として寂れたままであった。ホノルル市郡はカピオラニ公園の北側42-エーカー (17 ha)の土地を動物園敷地とする基本計画を了承、専属の園長と13人のスタッフを雇用し、園内施設も新たに建設した。
1983年からは大規模なリニューアルが計画され、2011年2月には新正面玄関、12月には新しいゾウ舎が完成した。
なおホノルル動物園で飼育していたキンカジューは40年6ヶ月（1962年 - 2003年）の飼育記録があり、ギネスブックにも登録された。

## 施設
開園時間
ホノルル動物園は毎日午前10:00時から午後3:00時まで営業しています。